# Réaction de Darzens
La réaction de Darzens ou condensation de Darzens est une réaction chimique découverte par le chimiste Auguste Georges Darzens en 1904. La réaction a lieu entre une cétone ou un aldéhyde et un α-halogénoester pour former un α,β-epoxy ester,.

## Mécanisme
Le processus commence par la formation d'un carbanion sur le site halogéné à l'aide d'une base forte. Ce carbanion est stabilisé sous forme d'énolate grâce à la fonction ester par le biais de la mésomérie ce qui le rend relativement facile à former. Cette structure nucléophile attaque alors un carbonyle en formant une nouvelle liaison carbone-carbone. Ces deux étapes sont similaires à la réaction d'aldolisation. L'anion oxygène effectue alors une SN2 intramoléculaire, l'halogène jouant le rôle de nucléofuge formant ainsi l'époxyde.